# Aphanicercella bullata
Aphanicercella bullata är en bäcksländeart som beskrevs av Stevens och Mike D. Picker 1999. Aphanicercella bullata ingår i släktet Aphanicercella och familjen Notonemouridae. Inga underarter finns listade i Catalogue of Life.